# 26425 Linchichieh
26425 Linchichieh este un asteroid din centura principală de asteroizi.

## Descriere
26425 Linchichieh este un asteroid din centura principală de asteroizi. A fost descoperit pe 8 decembrie 1999 la Socorro, New Mexico, în cadrul proiectului LINEAR. Asteroidul prezintă o orbită caracterizată de o semiaxă mare de 2,30 ua, o excentricitate de 0,07 și o înclinație de 4,7° în raport cu ecliptica.